# Popiersie Piotra Wysockiego
Popiersie Piotra Wysockiego – pomnik znajdujący się w Łazienkach Królewskich w Warszawie.

## Opis
Popiersie zostało wykonane w 1926 roku przez rzeźbiarza Aleksandra Żurakowskiego i upamiętnia Piotra Wysockiego, jednego z bohaterów powstania listopadowego. Rzeźba ta do 1939 roku stała na terenie koszar Szkoły Podchorążych Piechoty w
Ostrowi Mazowieckiej, jednak zaginęła w czasie wojny. Po wojnie poszukiwania jej podjęło wojsko, ale i sam autor rzeźby, pełniący obowiązki konserwatora rzeźby zabytkowej w powojennej Warszawie.
W połowie 1978 roku rzeźba ta została odnaleziona zamurowana w jednej z grot dawnego parku na Książęcem na tyłach Muzeum Narodowego przez kuratora Łazienek Marka Kwiatkowskiego, który wraz z ekipą telewizyjną poszukiwał groty z XVIII wieku. Po odnalezieniu rzeźba została przekazana Muzeum Wojska Polskiego, gdzie była eksponowana w dolnej części ogrodu. Stamtąd została przeniesiona w obecne miejsce w sąsiedztwie gmachu Wielkiej Oficyny – Podchorążówki, gdzie wykładał Piotr Wysocki i gdzie zaczął się pod jego wodzą zryw narodowy 1830 roku. 
Brązowa rzeźba, odsłonięta uroczyście w Łazienkach w 150 rocznicę wybuchu powstania listopadowego – 29 listopada 1980, stoi obecnie na granitowym postumencie z datami 1830–1930.